# Amiya Dasgupta (Musiker)
Amiya Dasgupta (* 12. Oktober 1924 in Barisal, Britisch-Indien, heute Bangladesch; † 23. Mai 1994) war ein indischer Sitar- und Surbaharspieler, Komponist und Musikpädagoge.

## Leben
Dasgupta war ein Schüler von Ravi Shankar, mit dem er über vierzig Jahre zusammenarbeitete. Er wirkte an vielen seiner Projekte mit, nahm mit ihm u. a. die Alben Festival From India und Anthology of Indian Music auf und gab Ravi Shankar Teaches heraus. Auf dem EMI-Album West Meets East, No. 3 war er Begleitmusiker von Shankar und Yehudi Menuhin. 
Sechs Jahre lang leitete Dagsupta Shankars Kinnara School of Indian Music in Bombay, später deren Niederlassung in Los Angeles. Am City College of New York assistierte er Shankar bei dessen Unterricht der indischen Musikgeschichte. Zwanzig Jahre lang unterrichtete er am California Institute of the Arts. Dort gründete er das North Indian Music Ensemble, für das er mehrere Orchesterwerke komponierte. In Hollywood gründete er die eigene Sangeet School of Indian Music.